# Triều đại Pahlavi
Triều đại Pahlavi (tiếng Ba Tư: دودمان پهلوی) là triều đại hoàng gia cuối cùng của Iran, cai trị gần 54 năm từ 1925 đến 1979. Vương triều được thành lập bởi Reza Shah Pahlavi, một người lính Mazanderani phi quý tộc ở thời hiện đại, ông đã lấy tên ngôn ngữ Pahlavi được sử dụng ở Đế quốc Sasan thời tiền Hồi giáo để củng cố thông tin về chủ nghĩa dân tộc của ông.
Triều đại này thay thế triều đại Qajar vào năm 1925 sau cuộc đảo chính năm 1921, bắt đầu vào ngày 14 tháng 1 năm 1921 khi người lính 42 tuổi Reza Khan được Tướng Anh Edmund Ironside thăng chức lãnh đạo Lữ đoàn Cossack Ba Tư do Anh điều hành. Khoảng một tháng sau, dưới sự chỉ đạo của Anh, đội quân mạnh gồm 3.000-4.000 người của Reza Khan trong Lữ đoàn Cossack đã đến Tehran thực hiện cuộc đảo chính Ba Tư năm 1921. Phần còn lại của đất nước bị chiếm vào năm 1923, và đến tháng 10 năm 1925, Majlis đồng ý phế truất và chính thức để Ahmad Shah Qajar lưu vong. Majlis tuyên bố Reza Pahlavi là Shah mới của Iran vào ngày 12 tháng 12 năm 1925, theo Hiến pháp Ba Tư năm 1906. Ban đầu, Pahlavi dự định tuyên bố đất nước là một nước cộng hòa, như Mustafa Kemal Atatürk đã làm ở Thổ Nhĩ Kỳ, nhưng đã từ bỏ ý tưởng này trước sự phản đối của người Anh và các giáo sĩ.
Triều đại cai trị Iran trong 28 năm dưới hình thức quân chủ lập hiến từ năm 1925 đến năm 1953, và sau khi lật đổ thủ tướng được bầu cử dân chủ, trong 26 năm nữa là chế độ quân chủ chuyên chế cho đến khi chính triều đại này bị lật đổ vào năm 1979 bởi một phong trào cách mạng hồi giáo để lập ra Nhà nước Hồi giáo Iran hiện tại.

## Bối cảnh gia tộc
Năm 1878, Reza Khan sinh ra tại làng Alasht thuộc huyện Savadkuh, tỉnh Mazandaran. Cha mẹ ông là Abbas Ali Khan và Noushafarin Ayromlou. Mẹ của ông là một người nhập cư Hồi giáo từ Gruzia (khi đó là một phần của Đế quốc Nga), gia đình ông đã di cư đến Qajar Iran sau khi Iran buộc phải nhượng lại toàn bộ lãnh thổ của mình ở Caucasus sau Chiến tranh Nga-Ba Tư vài thập kỷ trước khi Reza Shah ra đời. Cha của ông là một Mazandarani, được đưa vào Trung đoàn Savadkuh số 7 và phục vụ trong Chiến tranh Anh-Ba Tư năm 1856.

## Người đứng đầu Nhà Pahlavi
| Tên                | Tên                                         | Chân dung             | Quan hệ gia đình                   | Tuổi thọ       | Entered office       | Left office                          |
| Shahs của Iran     | Shahs của Iran                              | Shahs của Iran        | Shahs của Iran                     | Shahs của Iran | Shahs của Iran       | Shahs của Iran                       |
| ------------------ | ------------------------------------------- | --------------------- | ---------------------------------- | -------------- | -------------------- | ------------------------------------ |
| 1                  | Reza Shah Pahlavi                           | Reza Shah             | Con trai của Abbas Ali             | 1878–1944      | 15 tháng 12 năm 1925 | 16 tháng 9 năm 1941 (Thoái vị)       |
| 2                  | Mohammad Reza Shah Pahlavi                  | Mohammad Reza Shah    | Con trai của Reza Shah             | 1919–1980      | 16 tháng 9 năm 1941  | 11 tháng 2 năm 1979 (Cách mạng Iran) |
| Tuyên bố ngai vàng |                                             |                       |                                    |                |                      |                                      |
| 1                  | Mohammad Reza Pahlavi                       | Mohammad Reza Pahlavi | Con trai của Reza Shah             | 1919–1980      | 11 tháng 2 năm 1979  | 27 tháng 7 năm 1980 (Qua đời)        |
| —                  | - Farah Pahlavi - (tuyên bố là nhiếp chính) | Farah Pahlavi         | Vợ của Mohammad Reza Pahlavi       | 1938–          | 27 tháng 7 năm 1980  | 31 tháng 10 năm 1980                 |
| 2                  | Reza Pahlavi                                | Reza Pahlavi II       | Con trai của Mohammad Reza Pahlavi | 1960–          | 31 tháng 10 năm 1980 | Incumbent                            |

## Phối ngẫu
| Ảnh | Tên                         | Cha                          | Sinh | Hôn nhân             | Trở thành vương hậu  | Kết thúc vai trò vương hậu               | Qua đời | Chồng              |
| --- | --------------------------- | ---------------------------- | ---- | -------------------- | -------------------- | ---------------------------------------- | ------- | ------------------ |
|     | Tadj ol-Molouk              | Teymūr Khan Ayromlou         | 1896 | 1916                 | 15 tháng 12 năm 1925 | 16 tháng 9 năm 1941 chồng thoái vị       | 1982    | Reza Shah          |
|     | Esmat Dowlatshahi           | Gholam Ali Mirza Dowlatshahi | 1905 | 1923                 | 15 tháng 12 năm 1925 | 16 tháng 9 năm 1941 chồng thoái vị       | 1995    | Reza Shah          |
|     | Vương nữ Fawzia của Ai Cập  | Fuad I của Ai Cập            | 1921 | 1939                 | 16 tháng 9 năm 1941  | 17 tháng 11 năm 1948 đã ly hôn           | 2013    | Mohammad Reza Shah |
|     | Soraya Esfandiary-Bakhtiary | Khalil Esfandiary-Bakhtiary  | 1932 | 12 tháng 2 năm 1951  | 12 tháng 2 năm 1951  | 15 tháng 3 năm 1958 đã ly hôn            | 2001    | Mohammad Reza Shah |
|     | Farah Diba                  | Sohrab Diba                  | 1938 | 21 tháng 12 năm 1959 | 21 tháng 12 năm 1959 | 11 tháng 2 năm 1979 husband's deposition | Alive   | Mohammad Reza Shah |